# Sainte-Blandine, Deux-Sèvres
Sainte-Blandine är en kommun i departementet Deux-Sèvres i regionen Nouvelle-Aquitaine i västra Frankrike. Kommunen ligger i kantonen Celles-sur-Belle som tillhör arrondissementet Niort. År 2018 hade Sainte-Blandine 744 invånare.

## Befolkningsutveckling
Antalet invånare i kommunen Sainte-Blandine
| Referens: INSEE |